# France aux Jeux olympiques d'hiver de 2014
La participation de la France aux Jeux olympiques d'hiver de 2014 a lieu du 7 au 23 février 2014 à Sotchi, en Russie. C'est la 22e fois que ce pays participe aux Jeux olympiques d'hiver, après sa présence à toutes les éditions précédentes.
La délégation olympique française, dirigée par Luc Tardif, est composée de 116 athlètes : 68 hommes et 39 femmes. Elle est représentée par son porte-drapeau, Jason Lamy-Chappuis athlète pratiquant le combiné nordique, champion olympique de l'épreuve sur petit tremplin en 2010. Les sportifs français, qui participent dans 12 sports, gagnent quinze médailles : quatre d'or, quatre d'argent et sept de bronze. Cela les place au 10e rang du tableau des médailles

## Bilan général
| Place | Sport           | Médaille d'or, Jeux olympiques | Médaille d'argent, Jeux olympiques | Médaille de bronze, Jeux olympiques | Total |
| ----- | --------------- | ------------------------------ | ---------------------------------- | ----------------------------------- | ----- |
| 1     | Biathlon        | 2                              | 1                                  | 1                                   | 4     |
| 2     | Ski acrobatique | 1                              | 2                                  | 2                                   | 5     |
| 3     | Snowboard       | 1                              | 0                                  | 1                                   | 2     |
| 4     | Ski alpin       | 0                              | 1                                  | 1                                   | 2     |
| 5     | Saut à ski      | 0                              | 0                                  | 1                                   | 1     |
| 5     | Ski de fond     | 0                              | 0                                  | 1                                   | 1     |
|       | Total           | 4                              | 4                                  | 7                                   | 15    |

Le bilan est décrit comme satisfaisant, même s'il faut compenser par l'ajout de 14 nouvelles épreuves pour ces jeux. Seuls les sports de glaces font choux blancs, la dernière médaille remontant à 2002, année controversée pour la discipline. 
Sur les 15 médailles gagnées, 6 l'ont été par des militaires.

## Médaillés
L'objectif fixé par la FFS était de quinze médailles dont cinq en or.
| Sport                   | Discipline           | Athlète(s)                                                                  | Performance                   | Date       |
| Médailles d'or : 4      |                      |                                                                             |                               |            |
| Biathlon                | Poursuite hommes     | Martin Fourcade                                                             | 33 min 48 s 6 (0 + 0 + 1 + 0) | 10 février |
| Biathlon                | Individuel hommes    | Martin Fourcade                                                             | 49 min 31 s 7 (0 + 1 + 0 + 0) | 13 février |
| Snowboard               | Cross hommes         | Pierre Vaultier                                                             |                               | 18 février |
| Ski acrobatique         | Ski cross hommes     | Jean-Frédéric Chapuis                                                       |                               | 20 février |
| Médailles d'argent : 4  |                      |                                                                             |                               |            |
| Biathlon                | Départ groupé hommes | Martin Fourcade                                                             | 42 min 29 s 1 (1 + 0 + 0 + 0) | 18 février |
| Ski alpin               | Slalom géant hommes  | Steve Missillier                                                            | 2 min 45 s 77                 | 19 février |
| Ski acrobatique         | Ski cross hommes     | Arnaud Bovolenta                                                            |                               | 20 février |
| Ski acrobatique         | Half-pipe femmes     | Marie Martinod                                                              | 85,40 points                  | 20 février |
| Médailles de bronze : 7 |                      |                                                                             |                               |            |
| Biathlon                | Poursuite hommes     | Jean-Guillaume Béatrix                                                      | 34 min 12 s 8 (0 + 0 + 1 + 0) | 10 février |
| Saut à ski              | Saut à ski femmes    | Coline Mattel                                                               | 245,2 points                  | 11 février |
| Snowboard               | Cross femmes         | Chloé Trespeuch                                                             |                               | 16 février |
| Ski de fond             | Relais hommes        | Robin Duvillard Jean-Marc Gaillard Maurice Manificat Ivan Perrillat Boiteux | 1 h 29 min 13 s 9             | 16 février |
| Ski acrobatique         | Half-pipe hommes     | Kevin Rolland                                                               | 88,60 points                  | 18 février |
| Ski acrobatique         | Ski cross hommes     | Jonathan Midol                                                              |                               | 20 février |
| Ski alpin               | Slalom géant hommes  | Alexis Pinturault                                                           | 2 min 45 s 93                 | 19 février |

## Sports

### Biathlon
La France a obtenu douze places (six pour les hommes et six pour les femmes) grâce aux performances aux Championnats du monde de biathlon 2012 et 2013.
| Athlète                                                            | Épreuve       | Temps             | Pénalité      | Rang                                |
| ------------------------------------------------------------------ | ------------- | ----------------- | ------------- | ----------------------------------- |
| Jean-Guillaume Béatrix                                             | Individuel    | 50 min 15 s 5     | 0 + 0 + 0 + 1 | 6e                                  |
| Jean-Guillaume Béatrix                                             | Sprint        | 25 min 12 s 1     | 1 + 0         | 14e                                 |
| Jean-Guillaume Béatrix                                             | Poursuite     | 34 min 12 s 8     | 0 + 0 + 1 + 0 | Médaille de bronze, Jeux olympiques |
| Jean-Guillaume Béatrix                                             | Départ groupé | 44 min 34 s 2     | 0 + 0 + 2 + 1 | 17e                                 |
| Alexis Bœuf                                                        | Individuel    | 58 min 39 s 0     | 1 + 1 + 1 + 1 | 82e                                 |
| Simon Desthieux                                                    | Sprint        | 26 min 18 s 2     | 0 + 2         | 46e                                 |
| Simon Desthieux                                                    | Poursuite     | 35 min 35 s 6     | 0 + 0 + 1 + 0 | 21e                                 |
| Martin Fourcade                                                    | Individuel    | 49 min 31 s 7     | 0 + 1 + 0 + 0 | Médaille d'or, Jeux olympiques      |
| Martin Fourcade                                                    | Sprint        | 24 min 45 s 9     | 1 + 0         | 6e                                  |
| Martin Fourcade                                                    | Poursuite     | 33 min 48 s 6     | 0 + 0 + 1 + 0 | Médaille d'or, Jeux olympiques      |
| Martin Fourcade                                                    | Départ groupé | 42 min 29 s 1     | 1 + 0 + 0 + 0 | Médaille d'argent, Jeux olympiques  |
| Simon Fourcade                                                     | Individuel    | 51 min 29 s 9     | 0 + 2 + 0 + 0 | 13e                                 |
| Simon Fourcade                                                     | Sprint        | 26 min 4 s 2      | 1 + 1         | 36e                                 |
| Simon Fourcade                                                     | Poursuite     | 35 min 15 s 0     | 0 + 0 + 1 + 0 | 18e                                 |
| Simon Fourcade                                                     | Départ groupé | abandon           | abandon       | abandon                             |
| Alexis Bœuf Jean-Guillaume Béatrix Simon Desthieux Martin Fourcade | Relais        | 1 h 13 min 46 s 4 | 0 + 3 + 0 + 4 | 8e                                  |

| Athlète                                                             | Épreuve       | Temps         | Pénalité      | Rang         |
| ------------------------------------------------------------------- | ------------- | ------------- | ------------- | ------------ |
| Anaïs Bescond                                                       | Individuel    | 45 min 34 s 0 | 0 + 2 + 0 + 0 | 5e           |
| Anaïs Bescond                                                       | Sprint        | 21 min 36 s 7 | 1 + 0         | 5e           |
| Anaïs Bescond                                                       | Poursuite     | 30 min 43 s 7 | 0 + 0 + 1 + 1 | 12e          |
| Anaïs Bescond                                                       | Départ groupé | 36 min 55 s 3 | 0 + 0 + 3 + 0 | 11e          |
| Marine Bolliet                                                      | Individuel    | 48 min 12 s 1 | 0 + 2 + 0 + 0 | 26e          |
| Marie-Laure Brunet                                                  | Individuel    | 47 min 13 s 6 | 0 + 0 + 0 + 0 | 17e          |
| Marie-Laure Brunet                                                  | Sprint        | 23 min 27 s 4 | 0 + 0         | 56e          |
| Marie-Laure Brunet                                                  | Poursuite     | non partante  | non partante  | non partante |
| Anaïs Chevalier                                                     | Sprint        | 23 min 3 s 4  | 0 + 1         | 47e          |
| Anaïs Chevalier                                                     | Poursuite     | 34 min 14 s 5 | 1 + 0 + 0 + 0 | 44e          |
| Marie Dorin Habert                                                  | Individuel    | 49 min 6 s 5  | 2 + 1 + 0 + 1 | 39e          |
| Marie Dorin Habert                                                  | Sprint        | 21 min 55 s 0 | 0 + 0         | 20e          |
| Marie Dorin Habert                                                  | Poursuite     | 30 min 53 s 6 | 0 + 0 + 1 + 0 | 14e          |
| Marie Dorin Habert                                                  | Départ groupé | non partante  | non partante  | non partante |
| Marie-Laure Brunet Marie Dorin Habert Anaïs Chevalier Anaïs Bescond | Relais        | abandon       | abandon       | abandon      |

| Athlète                                                                 | Épreuve      | Temps            | Pénalité | Rang |
| ----------------------------------------------------------------------- | ------------ | ---------------- | -------- | ---- |
| Marie Dorin Habert Anaïs Bescond Jean-Guillaume Béatrix Martin Fourcade | Relais mixte | 1 h 12 min 4 s 3 | 1 + 8    | 7e   |

### Bobsleigh
| Athlètes                                                           | Épreuves     | Course 1 | Course 1 | Course 2 | Course 2 | Course 3 | Course 3 | Course 4 | Course 4 | Total         | Total |
| Athlètes                                                           | Épreuves     | Points   | Rang     | Points   | Rang     | Points   | Rang     | Points   | Rang     | Points        | Rang  |
| ------------------------------------------------------------------ | ------------ | -------- | -------- | -------- | -------- | -------- | -------- | -------- | -------- | ------------- | ----- |
| Loïc Costerg Romain Heinrich                                       | Bob à deux   | 57 s 44  | 19e      | 57 s 04  | 17e      | 57 s 65  | 22e      | 57 s 23  | 20e      | 3 min 49 s 36 | 20e   |
| Jérémy Baillard Jérémie Boutherin Thibault Godefroy Vincent Ricard | Bob à quatre | 56 s 37  | 25e      | 56 s 27  | 22e      | 56 s 35  | 24e      | –        | –        | 2 min 48 s 99 | 23e   |
| Loïc Costerg Romain Heinrich Elly Lefort Florent Ribet             | Bob à quatre | 55 s 82  | 18e      | 55 s 68  | 17e      | 55 s 91  | 17e      | 55 s 77  | 14e      | 3 min 43 s 18 | 17e   |

### Combiné nordique
| Athlètes                                                             | Épreuves                   | Saut à ski | Saut à ski | Saut à ski | Ski de fond      | Ski de fond   | Ski de fond       | Rang |
| Athlètes                                                             | Épreuves                   | Distance   | Points     | Rang       | Retard au départ | Temps         | Écart à l'arrivée | Rang |
| -------------------------------------------------------------------- | -------------------------- | ---------- | ---------- | ---------- | ---------------- | ------------- | ----------------- | ---- |
| François Braud                                                       | Individuel normal 10 km    | 95,0 m     | 113,5      | 24e        | + 1 min 12 s     | 23 min 57 s 3 | + 1 min 19 s 1    | 20e  |
| François Braud                                                       | Individuel grand 10 km     | 121,0 m    | 105,5      | 19e        | + 1 min 34 s     | 22 min 31 s 2 | + 37 s 7          | 13e  |
| Sébastien Lacroix                                                    | Individuel normal 10 km    | 94,5 m     | 112,0      | 28e        | + 1 min 18 s     | 24 min 40 s 2 | + 2 min 8 s 0     | 28e  |
| Sébastien Lacroix                                                    | Individuel grand 10 km     | 120,0 m    | 98,0       | 31e        | + 2 min 4 s      | 22 min 47 s 5 | + 1 min 24 s      | 21e  |
| Maxime Laheurte                                                      | Individuel normal 10 km    | 97,0 m     | 117,3      | =17e       | + 57 s           | 24 min 5 s 4  | + 1 min 12 s 2    | 17e  |
| Maxime Laheurte                                                      | Individuel grand 10 km     | 125,0 m    | 108,0      | 15e        | + 1 min 24 s     | 23 min 55 s 6 | + 1 min 52 s 1    | 27e  |
| Jason Lamy-Chappuis                                                  | Individuel normal 10 km    | 98,5 m     | 123,7      | 8e         | + 31 s           | 25 min 56 s 7 | + 2 min 37 s 5    | 35e  |
| Jason Lamy-Chappuis                                                  | Individuel grand 10 km     | 133,5 m    | 120,7      | 5e         | + 33 s           | 23 min 10 s 9 | + 16 s 4          | 7e   |
| François Braud Sébastien Lacroix Maxime Laheurte Jason Lamy-Chappuis | Par équipes grand tremplin | 502,5 m    | 455,2      | 4e         | + 35 s           | 47 min 51 s 3 | + 1 min 12 s 8    | 4e   |

### Luge
| Athlètes         | Épreuves      | Course 1 | Course 1 | Course 2 | Course 2 | Course 3 | Course 3 | Course 4 | Course 4 | Total          | Total |
| Athlètes         | Épreuves      | Temps    | Rang     | Temps    | Rang     | Temps    | Rang     | Temps    | Rang     | Temps          | Rang  |
| ---------------- | ------------- | -------- | -------- | -------- | -------- | -------- | -------- | -------- | -------- | -------------- | ----- |
| Morgane Bonnefoy | Simple femmes | 51 s 820 | 26e      | 51 s 641 | 28e      | 51 s 948 | 27e      | 52 s 183 | 30e      | 3 min 27 s 592 | 27e   |

### Patinage artistique
| Athlètes                         | Épreuves          | Points court | Points court | Points libre | Points libre | Total  | Total |
| Athlètes                         | Épreuves          | Points       | Rang         | Points       | Rang         | Points | Rang  |
| -------------------------------- | ----------------- | ------------ | ------------ | ------------ | ------------ | ------ | ----- |
| Florent Amodio                   | Individuel hommes | 75,58        | 14e Q        | 123,06       | 18e          | 198,64 | 18e   |
| Brian Joubert                    | Individuel hommes | 85,84        | 7e Q         | 145,93       | 14e          | 231,77 | 13e   |
| Maé-Bérénice Meité               | Individuel femmes | 58,63        | 9e Q         | 115,90       | 11e          | 174,53 | 10e   |
| Vanessa James Morgan Ciprès      | Couples           | 65,36        | 10e Q        | 114,07       | 11e          | 179,43 | 10e   |
| Pernelle Carron Lloyd Jones      | Danse             | 58,25        | 13e Q        | 84,62        | 15e          | 142,87 | 15e   |
| Nathalie Péchalat Fabian Bourzat | Danse             | 72,78        | 4e Q         | 104,44       | 4e           | 177,22 | 4e    |

| Athlètes | Épreuve     | Programme court/Danse originale | Programme court/Danse originale | Programme court/Danse originale | Programme court/Danse originale | Programme court/Danse originale | Programme court/Danse originale | Programme libre/Danse libre | Programme libre/Danse libre | Programme libre/Danse libre | Programme libre/Danse libre | Classement | Classement |
| Athlètes | Épreuve     | Hommes                          | Femmes                          | Couples                         | Danse                           | Total                           | Rang                            | Hommes                      | Femmes                      | Couples                     | Danse                       | Total      | Rang       |
| Athlètes | Épreuve     | Points Points d'équipe          | Points Points d'équipe          | Points Points d'équipe          | Points Points d'équipe          | Total                           | Rang                            | Points Points d'équipe      | Points Points d'équipe      | Points Points d'équipe      | Points Points d'équipe      | Total      | Rang       |
| --- | ----------- | ------------------------------- | ------------------------------- | ------------------------------- | ------------------------------- | ------------------------------- | ------------------------------- | --------------------------- | --------------------------- | --------------------------- | --------------------------- | ---------- | ---------- |
| Florent Amodio (H) Maé-Bérénice Meité (F) Vanessa James / Morgan Ciprès (C) Nathalie Péchalat / Fabian Bourzat (D) | Par équipes | 79,93 (6 pts)                   | 55,45 (5 pts)                   | 57,45 (4 pts)                   | 69,15 (7 pts)                   | 22                              | 6e (éliminée)                   | –                           | –                           | –                           | –                           | 22         | 6e         |

### Patinage de vitesse
| Athlète                                    | Épreuves                     | Qualifications | Qualifications | Quarts de finale                    | Quarts de finale | Demi-finales | Demi-finales | Finale D                              | Finale D | Finale C | Finale C | Finale B | Finale B | Finale A      | Finale A |
| Athlète                                    | Épreuves                     | Temps          | Rang           | Temps                               | Rang             | Temps        | Rang         | Temps                                 | Rang     | Temps    | Rang     | Temps    | Rang     | Temps         | Rang     |
| ------------------------------------------ | ---------------------------- | -------------- | -------------- | ----------------------------------- | ---------------- | ------------ | ------------ | ------------------------------------- | -------- | -------- | -------- | -------- | -------- | ------------- | -------- |
| Alexis Contin                              | 1 500 mètres                 | Forfait,       | Forfait,       | Forfait,                            | Forfait,         | Forfait,     | Forfait,     | Forfait,                              | Forfait, | Forfait, | Forfait, | Forfait, | Forfait, | Forfait,      | Forfait, |
| Alexis Contin                              | 5 000 mètres                 | Forfait,       | Forfait,       | Forfait,                            | Forfait,         | Forfait,     | Forfait,     | Forfait,                              | Forfait, | Forfait, | Forfait, | Forfait, | Forfait, | Forfait,      | Forfait, |
| Alexis Contin                              | 10 000 mètres                | Forfait,       | Forfait,       | Forfait,                            | Forfait,         | Forfait,     | Forfait,     | Forfait,                              | Forfait, | Forfait, | Forfait, | Forfait, | Forfait, | Forfait,      | Forfait, |
| Ewen Fernandez                             | 1 500 mètres                 | NC             | NC             | NC                                  | NC               | NC           | NC           | NC                                    | NC       | NC       | NC       | NC       | NC       | 1 min 52 s 70 | 40e      |
| Ewen Fernandez                             | 5 000 mètres                 | NC             | NC             | NC                                  | NC               | NC           | NC           | NC                                    | NC       | NC       | NC       | NC       | NC       | 6 min 31 s 08 | 18e      |
| Benjamin Macé                              | 1 000 mètres                 | NC             | NC             | NC                                  | NC               | NC           | NC           | NC                                    | NC       | NC       | NC       | NC       | NC       | 1 min 10 s 80 | 29e      |
| Benjamin Macé                              | 1 500 mètres                 | NC             | NC             | NC                                  | NC               | NC           | NC           | NC                                    | NC       | NC       | NC       | NC       | NC       | 1 min 49 s 34 | 32e      |
| Alexis Contin Ewen Fernandez Benjamin Macé | Poursuite par équipes hommes | NC             | NC             | D Pays-Bas 3 min 53 s 17 (+ 8 s 69) | 2e               | NC           | NC           | D États-Unis 3 min 51 s 16 (+ 5 s 26) | 8e       | NC       | NC       | NC       | NC       | NC            | NC       |

### Patinage de vitesse sur piste courte
| Athlète            | Épreuves     | Qualifications | Qualifications | Quarts de finale | Quarts de finale | Demi-finales   | Demi-finales | Finale A | Finale A | Finale B       | Finale B |
| Athlète            | Épreuves     | Temps          | Rang           | Temps            | Rang             | Temps          | Rang         | Temps    | Rang     | Temps          | Rang     |
| ------------------ | ------------ | -------------- | -------------- | ---------------- | ---------------- | -------------- | ------------ | -------- | -------- | -------------- | -------- |
| Maxime Châtaignier | 1 000 mètres | 2 min 20 s 479 | 4e             | Éliminé          | Éliminé          | Éliminé        | Éliminé      | Éliminé  | Éliminé  | Éliminé        | Éliminé  |
| Maxime Châtaignier | 1 500 mètres | 2 min 17 s 938 | 4e             | Éliminé          | Éliminé          | Éliminé        | Éliminé      | Éliminé  | Éliminé  | Éliminé        | Éliminé  |
| Thibaut Fauconnet  | 500 mètres   | 42,368         | 4e             | Éliminé          | Éliminé          | Éliminé        | Éliminé      | Éliminé  | Éliminé  | Éliminé        | Éliminé  |
| Thibaut Fauconnet  | 1 000 mètres | 2 min 0 s 795  | 4e             | Éliminé          | Éliminé          | Éliminé        | Éliminé      | Éliminé  | Éliminé  | Éliminé        | Éliminé  |
| Thibaut Fauconnet  | 1 500 mètres | 2 min 14 s 054 | 3e Q           | NC               | NC               | Disqualifié    | Disqualifié  | Éliminé  | Éliminé  | Éliminé        | Éliminé  |
| Sébastien Lepape   | 500 mètres   | 42,167         | 3e             | Éliminé          | Éliminé          | Éliminé        | Éliminé      | Éliminé  | Éliminé  | Éliminé        | Éliminé  |
| Sébastien Lepape   | 1 000 mètres | 1 min 49 s 311 | 3e Q           | 1 min 25 s 368   | 3e               | Éliminé        | Éliminé      | Éliminé  | Éliminé  | Éliminé        | Éliminé  |
| Sébastien Lepape   | 1 500 mètres | 2 min 15 s 806 | 3e Q           | NC               | NC               | 2 min 23 s 995 | 3e QB        | NC       | NC       | 2 min 21 s 483 | 1er      |

| Athlète           | Épreuves     | Qualifications | Qualifications | Quarts de finale | Quarts de finale | Demi-finales   | Demi-finales | Finale A | Finale A | Finale B       | Finale B |
| Athlète           | Épreuves     | Temps          | Rang           | Temps            | Rang             | Temps          | Rang         | Temps    | Rang     | Temps          | Rang     |
| ----------------- | ------------ | -------------- | -------------- | ---------------- | ---------------- | -------------- | ------------ | -------- | -------- | -------------- | -------- |
| Véronique Pierron | 500 mètres   | 1 min 12 s 278 | 4e             | Éliminé          | Éliminé          | Éliminé        | Éliminé      | Éliminé  | Éliminé  | Éliminé        | Éliminé  |
| Véronique Pierron | 1 000 mètres | 1 min 33 s 022 | 2e Q           | PEN[Quoi ?]      | PEN[Quoi ?]      | Éliminé        | Éliminé      | Éliminé  | Éliminé  | Éliminé        | Éliminé  |
| Véronique Pierron | 1 500 mètres | 2 min 55 s 658 | 5e ADV[Quoi ?] | NC               | NC               | 2 min 20 s 216 | 4e QB        | NC       | NC       | 2 min 26 s 066 | 5e       |

### Saut à ski
| Sauteur             | Épreuve         | Qualification | Qualification | Qualification | Première manche | Première manche | Première manche | Deuxième manche | Deuxième manche | Deuxième manche | Résultat final | Résultat final                      |
| Sauteur             | Épreuve         | Distance      | Points        | Rang          | Distance        | Points          | Rang            | Distance        | Points          | Rang            | Points         | Rang                                |
| ------------------- | --------------- | ------------- | ------------- | ------------- | --------------- | --------------- | --------------- | --------------- | --------------- | --------------- | -------------- | ----------------------------------- |
| Ronan Lamy-Chappuis | Tremplin normal | 91,0 m        | 106,2         | 33e Q         | 91,0 m          | 111,0           | 41e             | NC              | NC              | NC              | 111,0          | 41e                                 |
| Ronan Lamy-Chappuis | Grand tremplin  | 121,5 m       | 99,8          | 28e Q         | 125 m           | 108,2           | 36e             | NC              | NC              | NC              | 108,2          | 36e                                 |
| Julia Clair         | Tremplin normal | NC            | NC            | NC            | 95,5 m          | 113,8           | 18e             | 91,5 m          | 104,7           | 22e             | 218,5          | 19e                                 |
| Léa Lemare          | Tremplin normal | NC            | NC            | NC            | 93,0 m          | 107,9           | 22e             | 93,0 m          | 110,2           | 16e             | 218,1          | 20e                                 |
| Coline Mattel       | Tremplin normal | NC            | NC            | NC            | 99,5 m          | 125,7           | 2e              | 97,5 m          | 119,5           | 8e              | 245,2          | Médaille de bronze, Jeux olympiques |

### Ski acrobatique
| Athlète         | Épreuves      | Qualification | Qualification | Qualification | Qualification | Qualification | Qualification | Qualification | Qualification | Finale   | Finale   | Finale   | Finale         | Finale   | Finale   | Finale   | Finale       | Finale   | Finale   | Finale   | Finale   |
| Athlète         | Épreuves      | Course 1      | Course 1      | Course 1      | Course 1      | Course 2      | Course 2      | Course 2      | Course 2      | Finale 1 | Finale 1 | Finale 1 | Finale 1       | Finale 2 | Finale 2 | Finale 2 | Finale 2     | Finale 3 | Finale 3 | Finale 3 | Finale 3 |
| Athlète         | Épreuves      | Temps         | Points        | Total         | Rang          | Temps         | Points        | Total         | Rang          | Temps    | Points   | Total    | Rang           | Temps    | Points   | Total    | Rang         | Temps    | Points   | Total    | Rang     |
| --------------- | ------------- | ------------- | ------------- | ------------- | ------------- | ------------- | ------------- | ------------- | ------------- | -------- | -------- | -------- | -------------- | -------- | -------- | -------- | ------------ | -------- | -------- | -------- | -------- |
| Anthony Benna   | Bosses hommes | 6,61          | 11,85         | 18,46         | 22e           | 6,57          | 10,35         | 16,92         | 13e (éliminé) | –        | –        | –        | –              | –        | –        | –        | –            | –        | –        | –        | –        |
| Benjamin Cavet  | Bosses hommes | abandon       | abandon       | abandon       | abandon       | 6,04          | 14,08         | 20,12         | 9e Q          | 5,81     | 17,16    | 22,97    | 6e Q           | 5,59     | 16,87    | 22,46    | 8e (éliminé) | –        | –        | –        | –        |
| Guilbaut Colas  | Bosses hommes | Forfait       | Forfait       | Forfait       | Forfait       | Forfait       | Forfait       | Forfait       | Forfait       | Forfait  | Forfait  | Forfait  | Forfait        | Forfait  | Forfait  | Forfait  | Forfait      | Forfait  | Forfait  | Forfait  | Forfait  |
| Perrine Laffont | Bosses femmes | 5,28          | 16,06         | 21,34         | 5e Q          | NC            | NC            | NC            | NC            | 4,92     | 13,86    | 18,78    | 14e (éliminée) | –        | –        | –        | –            | –        | –        | –        | –        |

| Athlète         | Épreuves         | Qualification | Qualification | Qualification | Qualification | Finale       | Finale       | Finale       | Finale                              |
| Athlète         | Épreuves         | Course 1      | Course 2      | Meilleur      | Rang          | Course 1     | Course 2     | Meilleur     | Rang                                |
| --------------- | ---------------- | ------------- | ------------- | ------------- | ------------- | ------------ | ------------ | ------------ | ----------------------------------- |
| Xavier Bertoni  | Half-pipe hommes | 53,40         | 51,60         | 53,40         | 21e (éliminé) | –            | –            | –            | –                                   |
| Thomas Krief    | Half-pipe hommes | 74,80         | 69,60         | 74,80         | 11e Q         | 6,60         | 28,60        | 28,60        | 11e                                 |
| Kevin Rolland   | Half-pipe hommes | 84,80         | 68,80         | 84,80         | 4e Q          | 88,60        | 29,80        | 88,60        | Médaille de bronze, Jeux olympiques |
| Benoît Valentin | Half-pipe hommes | 87,00         | 1,00          | 87,00         | 3e Q          | 10,00        | 61,00        | 61,00        | 10e                                 |
| Anaïs Caradeux  | Half-pipe femmes | 74,40         | 6,40          | 74,40         | 9e Q          | non partante | non partante | non partante | 12e                                 |
| Marie Martinod  | Half-pipe femmes | 84,80         | 88,40         | 88,40         | 1re Q         | 84,80        | 85,40        | 85,40        | [ 20 ]                              |

| Athlète                  | Épreuve          | Qualifications | Qualifications | Huitièmes-de-finale | Huitièmes-de-finale | Quarts-de-finale | Quarts-de-finale | Demi-finales | Demi-finales | Finale | Finale |
| Athlète                  | Épreuve          | Temps          | Rang           | Temps               | Rang                | Temps            | Rang             | Temps        | Rang         | Temps  | Rang   |
| ------------------------ | ---------------- | -------------- | -------------- | ------------------- | ------------------- | ---------------- | ---------------- | ------------ | ------------ | ------ | ------ |
| Arnaud Bovolenta         | Ski cross hommes | 1 min 17 s 48  | 11e            | –                   | 2e                  | –                | 2e               | –            | 2e GF        | –      | [ 21 ] |
| Jean-Frédéric Chapuis    | Ski cross hommes | 1 min 16 s 77  | 4e             | –                   | 1er                 | –                | 1er              | –            | 1er GF       | –      | [ 21 ] |
| Jonas Devouassoux        | Ski cross hommes | 1 min 18 s 31  | 21e            | –                   | 2e                  | –                | 3e (éliminé)     | –            | –            | –      | –      |
| Jonathan Midol           | Ski cross hommes | 1 min 19 s 57  | 29e            | –                   | 2e                  | –                | 2e               | –            | 2e GF        | –      | [ 21 ] |
| Alizée Baron             | Ski cross femmes | 1 min 25 s 20  | 19e            | –                   | 3e (éliminée)       | –                | –                | –            | –            | –      | –      |
| Marielle Berger Sabbatel | Ski cross femmes | 1 min 24 s 62  | 17e            | –                   | 3e (éliminée)       | –                | –                | –            | –            | –      | –      |
| Ophélie David            | Ski cross femmes | 1 min 21 s 46  | 2e             | –                   | 1re Q               | –                | 1re Q            | –            | 2e GF        | –      | 4e     |
| Marion Josserand         | Ski cross femmes | 1 min 26 s 61  | 22e            | –                   | 3e (éliminée)       | –                | –                | –            | –            | –      | –      |

 Légende : PF - Qualification pour la petite finale (places 5 à 8) ; GF - Qualification pour la grande finale (places 1 à 4). 
| Athlète          | Épreuves          | Qualification | Qualification | Qualification | Qualification | Finale   | Finale   | Finale   | Finale |
| Athlète          | Épreuves          | Course 1      | Course 2      | Meilleur      | Rang          | Course 1 | Course 2 | Meilleur | Rang   |
| ---------------- | ----------------- | ------------- | ------------- | ------------- | ------------- | -------- | -------- | -------- | ------ |
| Antoine Adelisse | Slopestyle hommes | 54,20         | 50,40         | 54,20         | 27e (éliminé) | –        | –        | –        | –      |
| Jules Bonnaire   | Slopestyle hommes | 2,20          | 40,00         | 40,00         | 30e (éliminé) | –        | –        | –        | –      |
| Jérémy Pancras   | Slopestyle hommes | 68,00         | 69,40         | 69,40         | 19e (éliminé) | –        | –        | –        | –      |

### Ski alpin
| Athlète                  | Épreuves      | Course 1                 | Course 1 | Course 2                 | Course 2 | Total                    | Total                               |
| Athlète                  | Épreuves      | Temps                    | Rang     | Temps                    | Rang     | Temps                    | Rang                                |
| ------------------------ | ------------- | ------------------------ | -------- | ------------------------ | -------- | ------------------------ | ----------------------------------- |
| Johan Clarey             | Descente      | NC                       | NC       | NC                       | NC       | abandon                  | abandon                             |
| Johan Clarey             | Super G       | NC                       | NC       | NC                       | NC       | 1 min 19 s 75 (+ 1 s 61) | =19e                                |
| Mathieu Faivre           | Slalom géant  | 1 min 23 s 53 (+ 2 s 45) | 22e      | 1 min 25 s 90 (+ 2 s 71) | 28e      | 2 min 49 s 43 (+ 4 s 14) | 24e                                 |
| Thomas Fanara            | Slalom géant  | 1 min 22 s 41 (+ 1 s 33) | =4e      | 1 min 24 s 32 (+ 1 s 14) | 16e      | 2 min 46 s 73 (+ 1 s 44) | 9e                                  |
| Guillermo Fayed          | Descente      | NC                       | NC       | NC                       | NC       | 2 min 9 s 03 (+ 2 s 80)  | 26e                                 |
| Jean-Baptiste Grange     | Slalom        | 47 s 47 (+ 0 s 77)       | 26e      | abandon                  | abandon  | –                        | –                                   |
| Thomas Mermillod-Blondin | Super G       | NC                       | NC       | NC                       | NC       | 1 min 19 s 53 (+ 1 s 39) | 15e                                 |
| Thomas Mermillod-Blondin | Super combiné | 1 min 56 s 23 (+ 2 s 99) | =5e      | abandon                  | abandon  | –                        | –                                   |
| Steve Missillier         | Slalom        | abandon                  | abandon  | –                        | –        | –                        | –                                   |
| Steve Missillier         | Slalom géant  | 1 min 22 s 58 (+ 1 s 50) | 10e      | 1 min 23 s 19            | 1er      | 2 min 45 s 77 (+ 0 s 48) | Médaille d'argent, Jeux olympiques  |
| Alexis Pinturault        | Slalom        | 47 s 78 (+ 1 s 08)       | 8e       | abandon                  | abandon  | –                        | –                                   |
| Alexis Pinturault        | Slalom géant  | 1 min 22 s 44 (+ 1 s 36) | 6e       | 1 min 23 s 49 (+ 0 s 30) | 2e       | 2 min 45 s 93 (+ 0 s 64) | Médaille de bronze, Jeux olympiques |
| Alexis Pinturault        | Super combiné | 1 min 55 s 68 (+ 2 s 44) | 23e      | abandon                  | abandon  | –                        | –                                   |
| David Poisson            | Descente      | NC                       | NC       | NC                       | NC       | 2 min 7 s 83 (+ 1 s 60)  | 16e                                 |
| David Poisson            | Super G       | NC                       | NC       | NC                       | NC       | 1 min 19 s 74 (+ 1 s 60) | =17e                                |
| Brice Roger              | Descente      | NC                       | NC       | NC                       | NC       | Forfait                  | Forfait                             |
| Adrien Théaux            | Descente      | NC                       | NC       | NC                       | NC       | 2 min 7 s 89 (+ 1 s 66)  | 18e                                 |
| Adrien Théaux            | Super G       | NC                       | NC       | NC                       | NC       | 1 min 19 s 35 (+ 1 s 21) | 11e                                 |
| Adrien Théaux            | Super combiné | 1 min 55 s 00 (+ 1 s 76) | 17e      | 53 s 66 (+ 3 s 55)       | 17e      | 2 min 48 s 66 (+ 3 s 46) | 17e                                 |

| Athlète               | Épreuves     | Course 1                 | Course 1 | Course 2                 | Course 2 | Total                    | Total   |
| Athlète               | Épreuves     | Temps                    | Rang     | Temps                    | Rang     | Temps                    | Rang    |
| --------------------- | ------------ | ------------------------ | -------- | ------------------------ | -------- | ------------------------ | ------- |
| Anne-Sophie Barthet   | Slalom géant | 1 min 20 s 71 (+ 2 s 83) | 17e      | 1 min 19 s 17 (+ 1 s 27) | 12e      | 2 min 39 s 88 (+ 3 s 01) | =14e    |
| Anne-Sophie Barthet   | Slalom       | 56 s 99 (+ 4 s 37)       | 23e      | 53 s 12 (+ 2 s 01)       | 17e      | 1 min 50 s 11 (+ 5 s 57) | 18e     |
| Adeline Baud          | Slalom géant | 1 min 21 s 49 (+ 3 s 61) | 22e      | 1 min 19 s 42 (+ 1 s 52) | 15e      | 2 min 40 s 91 (+ 4 s 04) | 22e     |
| Adeline Baud          | Slalom       | 56 s 50 (+ 3 s 88)       | 19e      | abandon                  | abandon  | –                        | –       |
| Marion Bertrand       | Slalom géant | abandon                  | abandon  | –                        | –        | –                        | –       |
| Marie Marchand-Arvier | Descente     | NC                       | NC       | NC                       | NC       | abandon                  | abandon |
| Marie Marchand-Arvier | Super G      | NC                       | NC       | NC                       | NC       | abandon                  | abandon |
| Anémone Marmottan     | Slalom géant | 1 min 19 s 69 (+ 1 s 81) | 9e       | 1 min 18 s 79 (+ 0 s 89) | 9e       | 2 min 38 s 48 (+ 1 s 61) | 8e      |
| Anémone Marmottan     | Slalom       | 57 s 08 (+ 4 s 46)       | 24e      | 51 s 88 (+ 0 s 77)       | 5e       | 1 min 48 s 96 (+ 4 s 42) | 13e     |
| Nastasia Noens        | Slalom       | 53 s 81 (+ 1 s 19)       | 5e       | 52 s 31 (+ 1 s 20)       | 8e       | 1 min 46 s 12 (+ 1 s 58) | 7e      |

### Ski de fond

#### Distance
| Athlète                                                                     | Épreuve          | Classique    | Classique | Libre         | Libre | Total             | Total          | Total                               |
| Athlète                                                                     | Épreuve          | Temps        | Rang      | Temps         | Rang  | Temps             | Écart          | Rang                                |
| --------------------------------------------------------------------------- | ---------------- | ------------ | --------- | ------------- | ----- | ----------------- | -------------- | ----------------------------------- |
| Adrian Backscheider                                                         | 15 km classique  | NC           | NC        | NC            | NC    | 42 min 21 s 7     | + 3 min 52 s 0 | 43e                                 |
| Robin Duvillard                                                             | 50 km libre      | NC           | NC        | NC            | NC    | 1 h 47 min 10 s 1 | + 14 s 9       | 6e                                  |
| Jean-Marc Gaillard                                                          | 15 km classique  | NC           | NC        | NC            | NC    | 40 min 22 s 8     | + 1 min 53 s 1 | 21e                                 |
| Jean-Marc Gaillard                                                          | 30 km skiathlon  | 36 min 3 s 1 | =9e       | 31 min 55 s 7 | 7e    | 1 h 8 min 29 s 8  | + 14 s 4       | 6e                                  |
| Jean-Marc Gaillard                                                          | 50 km libre      | NC           | NC        | NC            | NC    | 1 h 49 min 49 s 7 | + 2 min 54 s 5 | 35e                                 |
| Maurice Manificat                                                           | 30 km skiathlon  | 36 min 7 s 6 | 16e       | 31 min 54 s 0 | 6e    | 1 h 8 min 33 s 6  | + 18 s 2       | 9e                                  |
| Maurice Manificat                                                           | 50 km libre      | NC           | NC        | NC            | NC    | 1 h 52 min 1 s 6  | + 5 min 6 s 4  | 43e                                 |
| Cyril Miranda                                                               | 15 km classique  | NC           | NC        | NC            | NC    | 43 min 22 s 5     | + 4 min 52 s 8 | 56e                                 |
| Ivan Perrillat Boiteux                                                      | 30 km skiathlon  | 37 min 9 s 4 | 36e       | 34 min 24 s 6 | 44e   | 1 h 12 min 4 s 5  | + 3 min 49 s 1 | 41e                                 |
| Ivan Perrillat Boiteux                                                      | 50 km libre      | NC           | NC        | NC            | NC    | 1 h 47 min 31 s 7 | + 36 s 5       | 13e                                 |
| Robin Duvillard Jean-Marc Gaillard Maurice Manificat Ivan Perrillat Boiteux | Relais 4 × 10 km | NC           | NC        | NC            | NC    | 1 h 29 min 13 s 9 | + 31 s 9       | Médaille de bronze, Jeux olympiques |

| Athlète                                                      | Épreuve         | Classique     | Classique | Libre         | Libre | Total             | Total           | Total |
| Athlète                                                      | Épreuve         | Temps         | Rang      | Temps         | Rang  | Temps             | Écart           | Rang  |
| ------------------------------------------------------------ | --------------- | ------------- | --------- | ------------- | ----- | ----------------- | --------------- | ----- |
| Célia Aymonier                                               | 10 km classique | NC            | NC        | NC            | NC    | 30 min 45 s 8     | + 2 min 28 s 0  | 27e   |
| Célia Aymonier                                               | 15 km skiathlon | 20 min 0 s 0  | 25e       | 19 min 57 s 5 | 17e   | 40 min 32 s 6     | + 1 min 59 s 0  | 21e   |
| Anouk Faivre-Picon                                           | 15 km skiathlon | 20 min 21 s 2 | 37e       | 20 min 48 s 5 | 40e   | 41 min 44 s 4     | + 3 min 10 s 8  | 38e   |
| Anouk Faivre-Picon                                           | 30 km           | NC            | NC        | NC            | NC    | 1 h 39 min 29 s 4 | + 2 min 24 s 12 | 17e   |
| Coraline Hugue                                               | 15 km skiathlon | 20 min 41 s 1 | 45e       | 19 min 17 s 5 | 6e    | 40 min 33 s 1     | + 1 min 59 s 5  | 22e   |
| Coraline Hugue                                               | 30 km           | NC            | NC        | NC            | NC    | 1 h 12 min 29 s 5 | + 1 min 24 s 3  | 7e    |
| Aurore Jéan                                                  | 10 km classique | NC            | NC        | NC            | NC    | 31 min 1 s 0      | + 2 min 43 s 2  | 29e   |
| Aurore Jéan                                                  | 15 km skiathlon | 19 min 55 s 2 | 20e       | 19 min 57 s 3 | 16e   | 40 min 27 s 1     | + 1 min 53 s 5  | 18e   |
| Aurore Jéan                                                  | 30 km           | NC            | NC        | NC            | NC    | 1 h 12 min 27 s 5 | + 1 min 22 s 3  | 6e    |
| Célia Aymonier Anouk Faivre-Picon Coraline Hugue Aurore Jéan | Relais 4 × 5 km | NC            | NC        | NC            | NC    | 53 min 47 s 7     | + 45 s 0        | 4e    |

#### Sprint
| Athlète                  | Épreuve            | Qualifications | Qualifications | Quarts de finale | Quarts de finale | Demi-finales   | Demi-finales | Finale      | Finale      |
| Athlète                  | Épreuve            | Temps          | Rang           | Temps            | Rang             | Temps          | Rang         | Temps       | Rang        |
| ------------------------ | ------------------ | -------------- | -------------- | ---------------- | ---------------- | -------------- | ------------ | ----------- | ----------- |
| Baptiste Gros            | Sprint             | 3 min 40 s 54  | 40e (éliminé)  | –                | –                | –              | –            | –           | –           |
| Renaud Jay               | Sprint             | 3 min 35 s 16  | 14e Q          | 3 min 37 s 0     | 3e (éliminé)     | –              | –            | –           | –           |
| Cyril Miranda            | Sprint             | 3 min 36 s 59  | 22e Q          | 3 min 37 s 57    | 3e (éliminé)     | –              | –            | –           | –           |
| Cyril Gaillard           | Sprint             | 3 min 37 s 86  | 29e Q          | 3 min 40 s 77    | 6e (éliminé)     | –              | –            | –           | –           |
| Baptiste Gros Renaud Jay | Sprint par équipes | NC             | NC             | NC               | NC               | 23 min 41 s 79 | 6e LL        | non partant | non partant |

| Athlète                    | Épreuve            | Qualifications | Qualifications | Quarts de finale | Quarts de finale | Demi-finales   | Demi-finales  | Finale | Finale |
| Athlète                    | Épreuve            | Temps          | Rang           | Temps            | Rang             | Temps          | Rang          | Temps  | Rang   |
| -------------------------- | ------------------ | -------------- | -------------- | ---------------- | ---------------- | -------------- | ------------- | ------ | ------ |
| Célia Aymonier             | Sprint             | 2 min 42 s 57  | 40e (éliminée) | –                | –                | –              | –             | –      | –      |
| Marion Buillet             | Sprint             | 2 min 41 s 30  | 36e (éliminée) | –                | –                | –              | –             | –      | –      |
| Aurore Jéan                | Sprint             | 2 min 37 s 96  | 21e Q          | 2 min 35 s 55    | 3e LL            | 2 min 38 s 28  | 6e (éliminée) | –      | –      |
| Célia Aymonier Aurore Jéan | Sprint par équipes | NC             | NC             | NC               | NC               | 17 min 10 s 07 | 6e (éliminée) | –      | –      |

### Snowboard
La France a obtenu un quota de 14 places en snowboard[réf. nécessaire]. Le 22 janvier 2014, huit places provisoires sont attribuées. Le reste de l'équipe est nommé le 27 janvier 2014.
| Athlète          | Épreuve          | Qualifications | Qualifications | Qualifications | Qualifications | Demi-finale | Demi-finale | Demi-finale | Demi-finale   | Finale     | Finale    | Finale   | Finale | Rang final |
| Athlète          | Épreuve          | 1re manche     | 2e manche      | Meilleur       | Rang           | 1re manche  | 2e manche   | Meilleur    | Rang          | 1re manche | 2e manche | Meilleur | Rang   | Rang final |
| ---------------- | ---------------- | -------------- | -------------- | -------------- | -------------- | ----------- | ----------- | ----------- | ------------- | ---------- | --------- | -------- | ------ | ---------- |
| Johann Baisamy   | Half-pipe hommes | 71.25          | 36,75          | 71,25          | 9e QD          | 18,50       | 37,00       | 37,00       | 10e (éliminé) | –          | –         | –        | –      | 16e        |
| Arthur Longo     | Half-pipe hommes | 79,25          | 20,75          | 79,25          | 4e QD          | 12,00       | 31,75       | 31,75       | 11e (éliminé) | –          | –         | –        | –      | 17e        |
| Clémence Grimal  | Half-pipe femmes | 16,00          | 66,50          | 66,50          | 8e QD          | 14,00       | 38,25       | 38,25       | 8e (éliminée) | –          | –         | –        | –      | 14e        |
| Sophie Rodriguez | Half-pipe femmes | 78,50          | 25,50          | 78,50          | 3e QF          | NC          | NC          | NC          | NC            | 77,75      | 79,75     | 79,75    | 7e     | 7e         |
| Mirabelle Thovex | Half-pipe femmes | 71,75          | 69,75          | 71,75          | 6e QD          | 70,75       | 39,75       | 70,75       | 5e Q          | 67,00      | 34,75     | 67,00    | 10e    | 10e        |

Légende : QF – Qualification directe en finale ; QD – Qualification en demi-finale ; Q – Qualification en finale
| Athlète        | Épreuve                       | Qualifications | Qualifications | Huitième-de-finale        | Quart-de-finale  | Demi-finale      | Finale           | Finale |
| Athlète        | Épreuve                       | Temps          | Rang           | Adversaire Écart          | Adversaire Écart | Adversaire Écart | Adversaire Écart | Rang   |
| -------------- | ----------------------------- | -------------- | -------------- | ------------------------- | ---------------- | ---------------- | ---------------- | ------ |
| Sylvain Dufour | Slalom géant parallèle hommes | 1 min 39 s 76  | 15e Q          | D Wild + 6 s 42 (éliminé) | –                | –                | –                | 16e    |
| Sylvain Dufour | Slalom parallèle hommes       | 59 s 43        | 10e Q          | D Galmarini DSQ           | –                | –                | –                | 11e    |

| Athlète              | Épreuve      | Qualifications | Qualifications | Huitièmes-de-finale | Huitièmes-de-finale | Quarts-de-finale | Quarts-de-finale | Demi-finales | Demi-finales | Finale | Finale |
| Athlète              | Épreuve      | Temps          | Rang           | Temps               | Rang                | Temps            | Rang             | Temps        | Rang         | Temps  | Rang   |
| -------------------- | ------------ | -------------- | -------------- | ------------------- | ------------------- | ---------------- | ---------------- | ------------ | ------------ | ------ | ------ |
| Paul-Henri de Le Rue | Cross hommes | Annulé         | Q              | –                   | 3e                  | –                | 2e               | –            | 2e GF        | –      | 4e     |
| Tony Ramoin          | Cross hommes | Annulé         | Q              | –                   | 2e                  | –                | 5e (éliminé)     | –            | –            | –      | –      |
| Pierre Vaultier      | Cross hommes | Annulé         | Q              | –                   | 1er                 | –                | 1er              | –            | 1er GF       | –      | [ 25 ] |
| Déborah Anthonioz    | Cross femmes | 1 min 24 s 23  | 16e            | NC                  | NC                  | –                | 4e (éliminée)    | –            | –            | –      | –      |
| Charlotte Bankes     | Cross femmes | 1 min 23 s 12  | 5e             | NC                  | NC                  | –                | 5e (éliminée)    | –            | –            | –      | –      |
| Nelly Moenne-Loccoz  | Cross femmes | 1 min 23 s 50  | 8e             | NC                  | NC                  | –                | 2e               | –            | 4e PF        | –      | 11e    |
| Chloé Trespeuch      | Cross femmes | 1 min 23 s 43  | 13e            | NC                  | NC                  | –                | 1re              | –            | 2e GF        | –      | [ 26 ] |

 Légende : PF - Qualification pour petite finale (places 7 à 12) ; GF - Qualification pour grande finale (places 1 à 6).